# Театральна освіта
Театральна освіта — фахова підготова до сценічної діяльності акторів, режисерів, декораторів і технічного апарату.
До постання театральних шкіл театральна освіта в Україні була справою режисерів й акторів, що свій досвід і знання передавали членам трупи (Марко Кропивницький, брати Тобілевичі, Йосип Стадник та ін.). Першою українською фаховою школою був драматичний відділ при Музично-драматичній школі М. Лисенка у Києві з 1904 (очолений Марією Старицькою), 1918 перетвореній на Державний музично-драматичний інститут імені М. В. Лисенка. Театральні факультети діяли також у двох інших вищих школах: музично-драматичних інститутах у Харкові (з 1923) і Одесі (з 1925). Великий вплив на театральну освіту мав Лесь Курбас. Він провадив (від 1917) студію при Молодому театрі, з 1920 при «Кийдрамте», 1922 — 33 школу при «Березолі», при якому організував першу в Україні режисерську лабораторію. Викладання на драматичних факультетах музично-драматичних інститутів Києва і Харкова великою мірою базувалося на системі Курбаса, який у різний час і викладав у всіх трьох інститутах.
Після розгрому української культури на початку 1930-их pp. і ліквідації музично-драматичних інститутів тоді ж реорганізовано тільки Київський музично-драматичний інститут на окрему високу школу — Київський державний інститут театрального мистецтва (з 1945 ім. І. Карпенка-Карого), а 1939 створено Харківський державний театральний інститут, на базі якого (і Харківської державної консерваторії) постав 1963 Харківський державний інститут мистецтв ім. І. Котляревського. Термін навчання в обох інститутах 5 років, на акторському факультеті 4 роки, заочний курс — 5 — 6 років.
Для підготови керівних кадрів самодіяльних театральних колективів створено у 1970-их роках театральні факультети при Державних інститутах культури: Київському ім. О. Корнійчука та Харківському. Термін навчання 4 роки, заочно — 5 років. У різні роки при головних театрах України діяли театральні студії.
Середню театральну освіту дають Дніпропетровська театральна, Київ. хореографічна та Одеська театральна художньотехнічні школи. Театрально-декоративні відділи діяли до 1934 при Київському і Харківському художніх інститутах та Одеській художній школі; нині мистців-декораторів готує Київський Художній Інститут.
У Галичині 1923 — 26 діяла Драматична Школа при Вищому Музичному Інституті ім. М. Лисенка у Львові, керована О. Загаровим і М. Вороним, у 1930-их pp. — студія Л. Кривіцького. Керівників театральних гуртків готувала з 1922 Театральна комісія при товаристві «Просвіта» у Львові, очолена о. І. Туркевичем, 1939 — 41 у Львові працювала Театральна школа ім. Л. Українки, 1942 — 44 — Театральна студія при Інституті народної творчості, у рамках відділу культури й освіти УЦК.